# Pierre-Constant Letorzec
Pierre-Constant Letorzec est un explorateur né à Rochefort le 24 février 1798 et mort le 27 avril 1857 à Nantes. Il est le frère d'Aristide Letorzec.

## Biographie
L'un des nombreux enfants de Pierre Letorzec, un marin devenu capitaine de vaisseau en 1795 puis officier de port au Croisic puis à Nantes, et de Théophile Boiscourbeau, Pierre-Constant Letorzec est aspirant de marine quand l'égyptologue Frédéric Cailliaud monte sa seconde expédition en Égypte de 1819 à 1822. Letorzec parvient à se faire désigner par le géographe Jomard pour accompagner Cailliaud afin d'effectuer des relevés météorologiques et surtout astronomiques qui lui serviront à dresser avec une précision remarquable la carte de la vallée du Nil. Letorzec tient en quelque sorte le journal de l'expédition et reporte les évènements du jour, et ce malgré le paludisme qui l'épuise. Habile dessinateur, il reproduit les dessins et fresques des monuments découverts.
En compagnie de Cailliaud, il découvre les ruines de Méroé le 25 avril 1821.
À son retour d' Égypte en février 1823, malgré les nombreuses « interventions » en sa faveur auprès du ministre, il ne peut réintégrer la marine royale pour des raisons réglementaires liées à sa longue absence. Pierre-Constant Letorzec se voit alors contraint de se tourner vers la marine marchande. De ses nombreux voyages vers l'océan Indien et la mer de Chine, effectués parfois en compagnie de ses beaux-frères Jules et Charles Géraud de la Faucherie, il ramène des plants ou animaux empaillés afin d'étoffer les collections du Muséum de Nantes dont Frédéric Cailliaud fut le conservateur entre 1836 et 1869. 
Pierre-Constant Letorzec devient correspondant de la Société académique de Nantes en 1823. Proposé pour être fait chevalier de la Légion d'honneur sous la Seconde République, cette distinction ne lui aura cependant jamais été accordée.
Après une longue carrière de marin, il obtient du ministre du commerce une charge  de courtier d'assurances créée en 1856 à Nantes, mais décède avant d'avoir pu prêter serment.

## Publications
- Voyage à Méroé et au Fleuve Blanc, au-delà de Fâzoql dans le midi du royaume de Sennâr, à Syouah et dans cinq autres oasis, fait dans les années 1819, 1820, 1821 et 1822 par M. Frédéric Caillaud, de Nantes. Dédié au Roi, ouvrage publié par l'auteur, rédigé par le même et par M. Jomard [...] accompagné de cartes géographiques et topographiques, de planches représentant les monuments de ces contrées, avec des détails relatifs à l'État moderne et à l'histoire naturelle. Atlas, parties 1 et 2.

Voir en particulier la Carte générale de l’Égypte et de la Nubie qui, bien qu'officiellement dressée par Frédéric Cailliaud, est l’œuvre de Letorzec.

## Sépulture
- Cimetière de l'Orvasserie à Saint-Herblain.

## Traces et archives
Graffiti
- signature de Letorzec sur une pierre à Aïn Amour au nord de l'oasis d'Al-Kharga[3].
- signature à Karnak (colonne 1 de la grande salle hypostyle).
- signature à Thèbes : Ramesséum (pilier osiriaque C de la seconde cour).
- signature à Méroé.
- signature à Thèbes sur l'un des Colosses de Memnon (cheville droite du colosse nord)...

Archives
- manuscrits, carnets (carton 4), Muséum de Nantes. 
  - manuscrits numérisés (voir notes):
    1. Cahiers de calculs de la longitude par les distances de la lune au soleil ou de la lune aux étoiles
    2. Journal de route
    3. Cahiers de divers calculs pour les observations astronomiques
- dossier individuel, Service historique de la Défense (Vincennes).
- matricule des gens de mer, Archives départementales de la Loire-Atlantique.